# Taisho Tripitaka
Taisho Tripitaka é uma edição definitiva do Cânon Budista Chinês e seus comentários japoneses usados pelos estudiosos no século XX. Foi editada por Takakusu Junjiro e outros.